# Ernest Lorson
Ernest Lorson, né le 9 janvier 1895, mort le 5 décembre 1959, est un homme politique suisse. 
Docteur en droit et avocat, il ouvre une étude en 1926 après avoir été pendant une année secrétaire de l'Union cantonale des arts et métiers ainsi que deux ans substitut au Ministère public. Il est député au Grand Conseil de 1935 à 1956. Président du groupe conservateur en 1940, il préside le Parlement cantonal en 1942. Il est syndic (maire) conservateur (auj. PDC) de Fribourg en 1938 et occupe cette charge jusqu'en 1950. Il est ensuite préposé à l'Office des poursuites. 
La famille Lorson, originaire de Gometz-le-Châtel (Seine-et-Oise), est reçue bourgeoise de Fribourg, le 28 février 1875.